# Stadion Miejski w Râmnicu Vâlcea
Stadion Miejski – wielofunkcyjny stadion w Râmnicu Vâlcea, w Rumunii. Obiekt może pomieścić 15 000 widzów. Swoje spotkania rozgrywają na nim piłkarze klubu Chimia Râmnicu Vâlcea.